# BandSports News
O BandSports News é um telejornal esportivo, transmitido no canal esportivo BandSports e é apresentado nos finais de semana. Mostra tudo para que o assinante fique bem informado sobre as últimas notícias do mundo esportivo.
Estreou, junto com o canal, em 2002. Começou sendo apresentado por Cristina Lyra. Hoje, é apresentado por vários jornalistas da casa.
Durante um tempo também foi transmitido em VT no canal Terraviva, emissora dedicada ao agronegócio, que também pertence ao Grupo Bandeirantes de Comunicação. Também foi exibido pela Rede Bandeirantes, em 2005, antes da estreia do SP Acontece e entre 2006 e 2007, na fase final do Esporte Total, antes da estreia do Jogo Aberto.
Em novembro de 2021, devido as mudanças e estreias de novos programas no canal, o jornal esportivo passou a ser exibido aos sábados e domingos.